# 前田竹房斎
前田　竹房斎（まえだ　ちくぼうさい）は、堺の竹工芸家。二代竹房斎は人間国宝。

## 初代　前田 竹房斎
（明治5年（1872年） - 昭和24年（1949年））
本名：房二郎。
明治5年4月5日、泉北郡久世村大字平井（現・堺市平井）に生まれる。明治20年頃　土壁の網代を編んでいたところを、三世早川尚古斎に認められ、その後、独学で竹芸を学んだ。　明治末期、初代田辺竹雲斎の手がけていたヨーロッパへの輸出品制作に従事していたが、第一次世界大戦後、事業が縮小。初代竹雲斎のもとで煎茶道の文人籠制作を学ぶ。大正8年（1919年）同じ久世村出身の鈴木貫太郎の推薦で北白川宮殿下への献上品制作を行ったことを始めとし、その後、皇族に数々の作品を献上した。昭和24年７月15日堺市の自宅にて死去　。　　　
特定の師を持たず、独学で研鑽を積んだ。竹の地下茎や破竹の自然な曲がりを使う「堺手」の名手と言われる。
　　　　　　　

## 二代　前田 竹房斎
（大正6年（1917年） - 平成15年（2003年））
本名：房次。
大正6年、初代竹房斎の四男として生まれる。18歳より初代竹房斎に師事するが、20歳で召集され5年の兵役に従軍することとなる。復員後は、初代が病床にあったため、初代の弟子や職人らに学びながら独学で研鑽を積んだ。
初代竹房斎は無冠の名工だったが、二代竹房斎は意欲的に工芸作家として展覧会を目指し、昭和22年大阪工芸展に初入選を果たした。昭和28年日展において「透編花籃」に初入選後、工芸美を追求した斬新な作品を制作していたが、昭和45年日本伝統工芸展の「花籃　和」以降は、伝統的な透かしとや重ね編みを基礎とし「用と美」を意識しながらも、現代的な個性をもつ作品を制作するようになった。
平成4年に勲四等瑞宝章を受賞。平成7年重要無形文化財保持者（人間国宝）に認定された。

### 経歴
- 大正6年（1917年）7月7日、初代竹房斎の四男として生まれる
- 昭和10年（1935年）、初代竹房斎に師事し、方斎と号する
- 昭和11年（1936年）、竹芸開発のため朝鮮に渡航
- 昭和12年（1937年）、竹芸開発のためハワイに渡航、日中戦争で徴兵されるが中国でも竹芸開発を続ける
- 昭和17年（1942年）、帰国
- 昭和27年（1952年）、二代竹房斎を襲名
- 昭和28年（1953年）、第9回日展「透編花籃」で初入選
- 昭和45年（1970年）、第17回日本伝統工芸展「花籃　和」で初入選
- 昭和60年（1985年）、大阪市市民文化賞受賞
- 平成4年（1992年）、勲四等瑞宝章受賞
- 平成7年（1995年）、重要無形文化財「竹工芸」保持者認定
- 平成15年（2003年）3月12日、死去